# Туронок, Юрий
Ю́рий Туро́нок (бел. Юры Туронак, пол. Jerzy Turonek; 26 апреля 1929, Вильно, Виленское воеводство, Польша — 2 января 2019, Варшава, Польша) — польский историк, журналист и общественный деятель белорусского происхождения.

## Биография
Сын врача, белорусского общественного деятеля Бронислава Туронока. Родился 27 апреля 1929 г. в Вильне, входившем тогда в состав Польши. 2 июня был крещён (крёстные — шурин его матери Адольф Валентинович и сестра отца Фортунато Войнилович) в приходском костёле в Старых Дукштах ксендзом Зеноном Буткявичюсом, где была оформлена ошибочная запись метрики, согласно которому Ю. Туронок родился 26 апреля в Дукштах.
В мае 1942 года окончил Дукштанскую начальную школу. В сентябре 1942 года пытался поступить в проектируемую литовскую гимназию в Видзах, но из-за недостаточности кандидатов гимназия не открылась. После чего без вступительных экзаменов поступил в Первую вильнюсскую гимназию, где в течение месяца учителя проверяли подготовленность Ю. Туронока к занятиям. В результате, 27 октября 1942 года, он получил статус ученика гимназии. Но в сентябре 1945 г., не окончив гимназию, совместно с матерью, бабушкой, братьями Андреем и Михаилом переехал в Белосток.
Похоронен на православном кладбище в Варшаве. Был посмертно награжден медалью к столетию БНР Рады Белорусской Народной Республики.

## Произведения

### Книги и брошюры
- Białoruś pod okupacją niemiecką (Warszawa 1993)
- Wacław Iwanowski i odrodzenie Białorusi (Warszawa 1992)
- «Książka białoruska w II Rzeczypospolitej 1921—1939» (Warszawa 2000)
- «Белорусская книга под немецким контролем (1939—1944)» (Минск 2002).
- Современная история Беларуси / Юрий Туронок. — Вильнюс: Институт белорусистики, 2006. — 877, [1] с., [12] л. ил. — ISBN 978-80-86961-13-2.